# Silverhill (Alabama)
Pour les articles homonymes, voir Silverhill.
Silverhill est un village du comté de Baldwin, dans l'État américain de l'Alabama.
Il fait partie de l'aire micropolitaine de Daphne–Fairhope–Foley.

## Toponymie
L'origine du nom de Silverhill n'est pas certaine. Cependant, d'après Oscar F.E. Winberg, le nom du village viendrait du surnom d'un homme vivant sur la colline aux environs de l'actuelle localisation du village. Ce surnom proviendrait du fait qu'il n'utilisait que le dollar en argent (en anglais silver) comme monnaie. Le nom apparait dès 1861.

## Géographie
D'après le bureau du recensement des États-Unis, la ville couvre une superficie de 3,1 km2 dont la totalité est terrestre.

### Climat
| Mois                                  | jan.     | fév.     | mars    | avril   | mai     | juin    | jui.    | août    | sep.    | oct.    | nov.    | déc.     | année    |
| ------------------------------------- | -------- | -------- | ------- | ------- | ------- | ------- | ------- | ------- | ------- | ------- | ------- | -------- | -------- |
| Température minimale moyenne (°C)     | 4        | 5        | 8       | 12      | 16      | 20      | 22      | 22      | 19      | 13      | 8       | 5        | 12,9     |
| Température moyenne (°C)              | 10       | 12       | 15      | 18      | 23      | 26      | 27      | 27      | 25      | 19      | 15      | 11       | 19       |
| Température maximale moyenne (°C)     | 16       | 18       | 22      | 25      | 29      | 32      | 33      | 32      | 31      | 27      | 22      | 17       | 25,3     |
| Record de froid (°C) date du record   | −16 1985 | −12 1951 | −8 1943 | −3 1940 | 5 1971  | 9 1984  | 13 1967 | 14 1992 | 3 1967  | −1 1952 | −7 1940 | −13 1962 | −16 1985 |
| Record de chaleur (°C) date du record | 28 1957  | 29 1944  | 32 1939 | 34 1987 | 37 1953 | 39 1954 | 39 2000 | 40 1947 | 39 1954 | 36 1937 | 32 1935 | 28 1951  | 40 1947  |
| Précipitations (mm)                   | 156      | 129      | 176,3   | 114     | 126,2   | 138,2   | 212,6   | 170,4   | 163,3   | 93      | 140,7   | 105,4    | 1 724,8  |

## Histoire
En 1896, des familles suédoises, installées à Chicago, fondent la Svea Land Company afin de chercher des terres agricoles. Ces recherches les décidèrent à trouver des terres sous un climat modéré. Oscar Johnson et d'autre firent le voyage jusqu'à Montgomery où ils étudièrent des cartes et des ouvrages sur les terres agricoles à vendre près de Mobile. Au départ centré sur le comté de Mobile, ils s'intéressèrent au comté de Baldwin dans lequel des compagnies sylvicoles avait mis à nu des terrains pour en faire des terres agricoles.
L'actuel village de Silverhill a été fondé en 1897 par Oscar Johnson ainsi que d'autres personnes originaires de Chicago (Illinois). Leur objectif était alors de fonder une colonie composée principalement de Scandinave en Alabama. Après des recherches, c'est le site de Silverhill qui fut finalement choisis. Les terres (1 500 acres) furent achetées à un dénommé M. Harford.
Dès cet instant beaucoup de personnes d'origine scandinave vinrent s'installer dans le district, la plupart du temps entre les mois d'octobre et de mai. La région environnante étant à l'époque peut construite, le transport de ressources s'avérait difficile et par conséquent, bien que la productivité agricole était bonne, les fermiers ne pouvaient en tirer de revenu suffisant. Les fermiers devaient dès lors chercher un travail hors de leur ferme ou, s'ils y étaient contraint, retourner dans le nord du pays.
Dès 1898, une école fut créée dans le village, dirigée par Ester Anderson, un cousin de Oscar Johnson. En 1904, le bâtiment de l'actuelle école fut érigé. Le comté et l'État n'avaient, à cette époque, pas suffisamment de fonds pour permettre aux écoles de fonctionner plus de quatre ou cinq mois par an. Afin d'y remédier, les colons, mécontents que l'année scolaire soit si courte, mirent en place volontairement une taxe que chaque famille payait afin de porter l'année scolaire à huit mois.
La première église à s'installer dans le village fut l'église baptiste en 1899, puis vint, en 1902, la Mission Church qui est affiliée au luthéranisme.
Les colons se rendirent rapidement compte qu'ils pouvaient implanter des laiteries pour compenser les revenus insuffisant des récoltes. Ils achetèrent alors des vaches laitières et commencèrent la production de beurres vendus dans les marchés du comté. De la fin des années 1910 à 1920, une crémerie se trouvait dans le village mais un incendie la détruisit, elle fut rouverte deux ans plus tard mais elle ferma définitivement en 1930.
En 1909, treize familles bohémiennes s'installèrent au sud-ouest de Slverhill.
Le 13 août 1926, le village de Silverhill fut incorporée par 36 votes pour et quatre votes contre, et Oscar Johnson en devint le premier maire. Le 19 septembre de cette même année, la ville fut frappée par un cyclone de catégorie 4. Trois ans plus tard, le 13 septembre 1929, Oscar Johnson meurt à l'âge de 71 ans. Un nouveau maire est élu le 1er octobre 1929, Charles Norman.
En octobre 1933, la taille de la ville fut réduite à la suite d'une pétition présentée par un groupe de personnes habitant au sud du village et 1,3 km2 de terres furent déplacées hors des limites de la ville.

## Population et société

### Démographie
| 1930 | 1940 | 1950 | 1960 | 1970 | 1980 |
| ---- | ---- | ---- | ---- | ---- | ---- |
| 314  | 270  | 354  | 417  | 552  | 624  |

| 1990 | 2000 | 2010 | - | - | - |
| ---- | ---- | ---- | - | - | - |
| 556  | 616  | 706  | - | - | - |

D'après le recensement de 2000, il y avait 616 personnes, réparties en 241 ménages et 178 familles. La densité de population était de 199,9 hab./km2. Le tissu racial de la ville était de 95,05 % de Blancs, 0,16 % d'Afro-américains, 0,65 % d'Asiatiques, et 1,14 % de deux races ou plus. 1,46 % de la population était hispanique ou latino. En 2000, 24,8 % des habitants étaient d'origine américaine, 18,4 % étaient d'origine allemande, 10,2 % étaient d'origine suédoise, 9,0 % étaient d'origine anglaise et 6,4 % étaient d'origine irlandaise.
Sur les 241 ménages, 32,4 % avaient des enfants de moins de 18 ans, 61,8 % étaient des couples mariés, 8,7 % étaient constitués d'une femme seule, et 26,1 % n'étaient pas des familles. 20,7 % des ménages étaient composés d'un seul individu, et 10,4 % d'une personne de plus de 65 ans ou plus. Les tailles moyennes d'un ménage et d'une famille sont respectivement de 2,54 personnes et 2,97 personnes.
La répartition de la population par tranche d'âge est comme suit : 25,20 % en dessous de 18 ans, 6,50 % de 18 à 24, 25,8 % de 25 à 44, 26,3 % de 45 à 64, et 16,2 % au-dessus de 65 ans ou plus. L'âge moyen est de 40 ans.
Le revenu moyen d'un ménage dans la ville est de 42 083 dollars, et le revenu moyen d'une famille est de 51 964 dollars.

### Éducation
Les écoles de Silverhill sont gérées par le système de la Baldwin County Public Schools.
Silverhill a une école, le Silverhill Elementary School, de la maternelle au sixième grade. Les étudiants poursuivent leurs études à la Central Baldwin Middle School (7-8) puis à la Robertsdale High School (9-12), toutes deux à Robertsdale.